# R-ジャック
『R-ジャック』（レディオジャック）とはKBCラジオが2017年10月2日から2020年3月23日まで放送していた番組。

## 概要
有名アーティストやお笑い芸人がパーソナリティとしてKBCラジオを25分間ジャック（占拠）して好き勝手にしゃべりたいだけしゃべり倒す番組。
2018年3月までは月曜日は『R-ジャック Monday』としてアーティストが、火曜日は『R-ジャック Tuesday』としてお笑い芸人が担当していた。
2018年4月からは放送曜日が木曜日まで拡大されたが、2019年4月より放送曜日が月曜日のみに縮小されたのち、2020年3月23日をもって終了した。最後のパーソナリティはDISH//。

## パーソナリティ

### 2018年3月まで
パーソナリティは2週間毎に交代していた。

#### 月曜日
2017年10月
- 2日・9日 角松敏生
- 16日・23日 SA
- 30日 TEE

2017年11月
- 6日 TEE
- 13日・20日 ジェロ
- 27日 メロフロート

2017年12月
- 4日 メロフロート
- 11日・18日 林部智史
- 25日 アンテナ

2018年1月
- 1日アンテナ
- 8日・15日 predia
- 22日・29日 寺嶋由芙

2018年2月
- 2月5日・12日Silent Siren
- 2月19日・26日カノエラナ

2018年3月
- 5日・12日 JUN SKY WALKER(S)宮田和弥
- 19日・26日 祭NINE

#### 火曜日
2017年10月
- 3日・10日・17日安井まさじ
- 24日・31日ガンネン

2017年11月
- 7日ガンネン
- 14日・21日・29日アトム・カイラとハンサム松崎

2017年12月
- 5日・12日髭男爵ひぐち君
- 19日・26日サカイスト

2018年1月
- 2日サカイスト
- 9日かごしま太郎
- 16日アイデンティティ
- 23日パーマ大佐

2018年2月
- 6日月亭太遊
- 13日・20日波田陽区
- 27日スーパーマラドーナ

2018年3月
- 6日のみ スーパーマラドーナ
- それ以外 ノボせもん

### 2018年4月から
パーソナリティが週の前半と後半で入れ替わるようになった。

#### 月 - 火
2018年4月
- 2日・3日 中田裕二
- 9日・10日 笑福亭風喬

2018年5月

2018年6月

2018年7月

2018年8月

2018年9月

#### 水 - 木
2018年4月

2018年5月

2018年6月

2018年7月

2018年8月

2018年9月